# 廚佛瑞德
廚佛瑞德（1979年10月17日—），又稱Fred，本名許元一，是台灣的廚師、Youtuber、料理節目主持人及私廚餐廳經營者。

## 經歷
許元一原本就讀商科，後來轉變志向，至巴黎藍帶廚藝學校洛杉磯分校進修，之後成為廚師。曾主持東森幼幼台節目《料理甜甜圈》、中天娛樂台節目《冰冰好料理》，並從2017年起開始經營Youtube頻道。他以幽默風趣的說話風格著稱，並經常在料理中使用黑松露、干貝、龍蝦等高檔食材。2020年，在料理實境節目《料理之王》中擔任參賽選手的導師，並在第二季和第三季中擔任同樣職位，2021年擔任全家便利商店及ETtoday新聞雲聯合主辦之料理競賽的主審。

## 主持作品
- 2024年 超視、東森綜合台 ━ 《Chill Chill懂事長》卜學亮、李佳穎主持 (一週播四天，場次為週三~週四主持)

## 外部連結
- YouTube上的Fred吃上癮頻道
- YouTube上的Foodaddict美食大人+頻道
- thechef_fred的Instagram帳戶
- 廚佛瑞德 Fred的Facebook專頁